# Burleske
Die Burleske (von ital. burla, Scherz, Spaß, burlesco, scherzhaft, franz. burlesque scherzhaft) ist im Theater eine derbe Komödie (ähnlich dem Schwank), in der Literatur auch ein grob komischer Roman und in der Musik (auch als Bourlesca bezeichnet) ein heiteres Instrumentalstück.

## Begriffsgeschichte
Das Adjektiv burlesk wird seit Mitte des 16. Jahrhunderts in Italien als literarische Bezeichnung für eine neue Stilart des zotigen Spotts verwendet (Francesco Berni, Opere burlesche, 1552). In Frankreich bezeichnet der Begriff Werke von Paul Scarron – wie dessen burleske Aeneis-Parodie Le Virgile travesti (1648–52, Original von Vergil) bis Pierre Carlet de Marivaux – und wird charakteristisch für die Epen-Parodie, in der Erhabenes skurril in Alltägliches verwandelt wird. Scarron parodiert in seinem unvollendeten Roman comique (2 Bde., 1651 und 1657) auch den französischen heroisch-galanten Roman des 17. Jahrhunderts im Stil der Scudéry.
Der burleske Stil drang im 17. Jahrhundert nach England. Der Begriff wurde in Deutschland zuerst 1682 von dem Universalgelehrten Daniel Georg Morhof genutzt und als Form des relativierenden und travestierenden Komischen ohne satirische Absicht gedeutet. Im 18. Jahrhundert wurde er von deutschen Literaturkritikern – so von Gottsched in kritischer Absicht für die Commedia dell’arte oder von Karl Friedrich Flögel in seiner Komiktheorie –, ab dem 19. Jahrhundert von Autoren selbst gebraucht. Heinrich Schneegans definierte das Burleske als eine „frivole“ Kunstform, durch die etwas bekanntes Erhabenes ohne satirische oder kritische Absicht boshaft herabgesetzt, so wie es in den bekannten Parodien und Travestien antiker Kunstwerke oder christlicher Rituale erfolgt. Um über eine Burleske lachen zu können, müsse man das erhabene Urbild freilich kennen.
Michail Bachtin sieht in der Profanisierung des Erhabenen, in aus der Antike und dem Mittelalter überlieferten Ritualen der Degradierung und des Verlachens der Gottheit eine Quelle der karnevalistischen Lachkultur.
In der Literatur (mit Ausnahme des Theaters) gilt die Burleske nicht als Genre, sondern als Stilform. Thomas Stauder grenzt sie insofern von der Travestie ab, als sie sich nicht auf ein konkretes literarisches Vorbild bezieht.

## Theaterformen
Die Burleske ist eine Theaterform der „einfachen Leute“ und zeichnet sich durch groteske Komik und vulgäre Sprache (Dialekt, Soziolekt) aus. Dies kann anarchische Freude an der Regelverletzung zeigen oder moralisierende Absichten haben, ist hauptsächlich im Volkstheater beheimatet, und ihre Figuren entstammten bis zum 17. Jahrhundert vor allem den niederen Gesellschaftsschichten. 
Antike Vorläufer der Burleske lassen sich in den Komödien von Aristophanes und in spätrömischen Komödien wie denjenigen von Plautus erblicken. Das Fastnachtspiel begründete seit dem Spätmittelalter eine neue Art theatralischer Komik, die von Laienschauspielern realisiert wurde. Deutschsprachige Burlesken in Renaissance und Barock verfassten Johann Fischart und Abraham a Sancta Clara, sie waren zum Lesen bestimmte Literaturprodukte. Für das englische elisabethanische Theater um 1600 schrieb John Fletcher Burlesken. Im 18. Jahrhundert parodierte Paul Scarron die spanischen Mantel-und-Degen-Komödien. In burlesken Parodien wurden zunehmend die Herrschenden verspottet wie mit John Gays The Beggar’s Opera (1728).
Die Commedia dell’arte war eine professionelle Form des Theaterspiels und brauchte die literarischen Vorlagen als Material für „burleske“ Improvisationen. Italienische und englische Wanderbühnen standen seit dem 17. Jahrhundert in Konkurrenz zueinander. Im Tanz gab es das Burleske als Repertoire von Stellungen und Bewegungen, das sich zum Charaktertanz und zur Pantomime entwickelte. Die Commedia dell’arte wurde im 18. Jahrhundert von Carlo Gozzi und Carlo Goldoni neu belebt, literarisiert und verfeinert. Verwandte Gattungen im 19. und 20. Jahrhundert sind die Posse, das gröbere Lustspiel, die Farce und der Schwank sowie die französische Operette.
Als Untertitel wird „Burleske“ manchmal verwendet, um den gängigen Gattungsbezeichnungen Komödie, Posse oder Schwank auszuweichen. So etwa mit Die schlimmen Buben in der Schule, Burleske mit Gesang von Johann Nestroy, Erstaufführung 1847, oder Biedermann und die Brandstifter, Burleske von Max Frisch, Erstaufführung 1958.

## Vereinigtes Königreich und Vereinigte Staaten
Im Vereinigten Königreich entwickelte sich zu Beginn des 19. Jahrhunderts die Burlesque Show als eine Art Posse oder Pantomime mit Musik. Autoren waren James Planché und Henry James Byron, der seine Stücke im Strand Theatre produzierte. Diese Produktionen waren manchmal betont vulgär, um sich dem Programm der vornehmen Londoner Theater entgegenzustellen.
In den Vereinigten Staaten entwickelte sich die Burlesque im 20. Jahrhundert aus den anzüglichen Tänzen im Vaudeville. Der Striptease und die New Burlesque haben ihre Wurzeln teilweise in der Burlesque. Eine der bekanntesten Burlesque-Künstlerinnen der Gegenwart ist Dita Von Teese.

## Musik
Die Burleske oder Bourlesca in der Musik bezeichnet ein heiteres oder übermütiges Instrumentalstück. Der Begriff wurde aus der Literatur und Bühnenkunst übernommen und diente seit etwa 1700 als Charakterbezeichnung für einzelne Sätze oder Kompositionen. Oft ist sie ursprünglich mit Tanz verbunden oder weist auf ein tänzerisches Sujet hin.
Beispiele
- einzelner Satz:
  - Burlesca in Partita No. 3 in a-Moll für Klavier (BWV 827) von Johann Sebastian Bach
  - Rondo-Burleske – 3. Satz der 9. Sinfonie von Gustav Mahler
  - Burlesque (Allegro con brio - Presto) – 4. Satz des Konzerts für Violine und Orchester Nr. 1, Op. 77 von Dmitri Schostakowitsch

- selbstständige Komposition:
  - Burleske für Klavier und Orchester von Richard Strauss
  - Sechs Burlesken op. 58 für Klavier zu vier Händen von Max Reger
  - Drei Burlesken Op. 8c für Klavier von Béla Bartók
  - Petruschka – Burleske in 4 Bildern von Igor Strawinsky und Alexandre Benois
  - Burleske für Bläserquintett op. 76b von Bertold Hummel
  - Sinfonia Burlesca von Leopold Mozart
  - Sinfonische Burlesken von Georg Trexler